# Phenalkamine

Ein typisches Cardanol. Hieraus werden durch Einführung von Aminogruppen Phenalkamine hergestellt.

Als Phenalkamine (Phenolalkanamine) bezeichnet man bestimmte teilsynthetische Härter für Epoxidharze, die selbst bei niedrigen Temperaturen (unter 5 °C) schnell aushärten. Sie sind wenig empfindlich gegen Feuchtigkeit während der Aushärtung (selbst unter Wasser) und bieten gute chemische Beständigkeit und Elastizität. Deshalb eignen sie sich besonders zur Herstellung von Meeres- und Offshore-Lacken, von lösungsmittelfreien Bodenbeschichtungen für die Industrie, für Beschichtungen landwirtschaftlicher Geräte sowie für Tank- und Rohrauskleidungen. 
Phenalkamine werden aus den in Cashew-Schalenöl vorhandenen Cardanolen hergestellt. Dabei werden am Ring über eine Mannich-Reaktion mit Aldehyden (v. a. Formaldehyd) und Polyaminen Aminoalkylgruppen eingeführt.